# Стар мост (Пловдив)
Старият мост, официално наименуван Столипинов мост, е бивш мост над река Марица в Пловдив.
Свързвал е Главната улица с Каршияка, като е минавал над река Марица. Мостът е повреден през април 1971 г. Придошлата река подкопава 2 колони на моста и той се пречупва на 2 части. По-късно мостът е разрушен. През 1980-те години наблизо е построен новият Пешеходен мост.

## История
Сведения за съществуване на мост над река Марица в Пловдив има още от XV в. Мостът по това време е имал 30 свода, с дължина – 325 крачки, широчина – 8 крачки, височина – копие и половина на леко въоръжен войник. Мостът е бил укрепен с каменни зидове в двата края, а всяка една от колоните му била защитена с камъни и чакъл. Няма точни данни за местоположението на моста и дали е бил изграждан на ново. Предполага се, че северният бряг е заселен през XVI в., когато султанският велможа Ибрахим паша построява голяма конюшня за коне и камили близо до Шахабединовия мост, който е свързвал северния и южния бряг на реката.
В плана на Пловдив и околността изработен през 1827 г. от френския запасни офицер А. Йегершмид и в плана на Пловдив по махали, изготвен от Гийом Лежан през 1867 г. е обозначен мост приблизително на мястото на стария мост.
По време на Руско-турска освободителна война за да спрат настъплението на руските войски към Пловдив, в началото на 1878 г. отстъпващите турците изгарят моста.
На 23 април 1879 г. хората на майстор Васил Юрговеца възстановяват моста и на официалното му откриване присъства дори временно изпълняващият длъжността главен управител на Източна Румелия Аркадий Столипин. В негова чест мостът е наречен „Столипинов мост“. Но пловдивчани го наричали накратко „моста“. След построяване на новия мост, пловдивчани започнали да го наричат „Стария мост“.
По време на втория трус на Чирпанското земетресение, когато една трета от сградите и съоръженията в Пловдив са сринати, старият мост на река Марица остава непокътнат. По-късно над него са опънати медните кабели на първата за Пловдив тролейбусна линия.
Рано сутринта на 30 март 1971 г. вследствие на прииждащите води Старият мост поддава. Една от колоните пропада и мостът е счупен на две. След инцидента специалисти решават съоръжението да се събори и да се изгради нов мост. Поради ограничаване на движението на превозни средства по Главната улица в Пловдив, е взето решение новият мост да е пешеходен.

## Галерия
- Графика на пловдивската гимназия и моста от 1885 г.
- Изглед от Пловдив, снимка от 1892 г.
- Старият и Новият мост на пощенска картичка през 30-те години на XX век